# 중앙고속도로 연쇄 추돌 사고
중앙고속도로 연쇄 추돌 사고는 2015년 1월 16일 오전 10시 14분에 강원도 횡성군 공근면 공근리에 있는 중앙고속도로 부산방면 345Km 지점에서 43중 연쇄 추돌사고가 발생하여 23명이 부상을 당했다. 사고가 발생한 원인은 눈으로 인한 빙판길 이라고 밝혔다.